# شریل پوندر
شریل پوندر (انگلیسی: Cheryl Pounder؛ زادهٔ ۲۱ ژوئن ۱۹۷۶) بازیکن هاکی روی یخ اهل کانادا است.